# Greenea siamensis
Greenea siamensis är en måreväxtart som beskrevs av William Grant Craib. Greenea siamensis ingår i släktet Greenea och familjen måreväxter.
Artens utbredningsområde är Thailand. Inga underarter finns listade i Catalogue of Life.